# Архангельское (Гафурийский район)
Арха́нгельское (баш. Архангел) — село в Гафурийском районе Республики Башкортостан Российской Федерации. Входит в состав Табынского сельсовета. 

## География

### Географическое положение
Расстояние до:
- районного центра (Красноусольский): 24 км,
- ближайшей ж/д станции (Белое Озеро): 42 км.

## Население
| 2002 | 2009 | 2010 |
| ---- | ---- | ---- |
| 198  | ↘174 | ↘145 |

### Национальный состав
Согласно переписи 2002 года, преобладающая национальность — русские (62 %).